# IC 615
IC 615 ist eine Spiralgalaxie mit aktivem Galaxienkern vom Hubble-Typ Sb im Sternbild Löwe auf der Ekliptik. Sie ist rund 429 Millionen Lichtjahre von der Milchstraße entfernt und hat einen Durchmesser von etwa 140.000 Lichtjahren.
Im selben Himmelsareal befinden sich u. a. die Galaxien NGC 3217, IC 612, IC 613.
Das Objekt wurde am 18. April 1893 vom französischen Astronomen Stéphane Javelle entdeckt.